# Фен (Ду)
Фен (фр. Faimbe) насеље је и општина у источној Француској у региону Франш-Конте, у департману Ду која припада префектури Монбелијар.
По подацима из 2011. године у општини је живело 108 становника, а густина насељености је износила 54,82 становника/km². Општина се простире на површини од 1,97 km². Налази се на средњој надморској висини од 303 метара (максималној 430 m, а минималној 327 m).

## Демографија
| 1962. | 1968. | 1975. | 1982. | 1990. | 1999. | 2011. |
| ----- | ----- | ----- | ----- | ----- | ----- | ----- |
| 49    | 52    | 56    | 69    | 95    | 115   | 108   |

График промене броја становника у току последњих година